# Czarnicki

Herb Czarnicki, wariant podstawowy

Herb Czarnicki, odmiana

Czarnicki (Czarnecki, Łabanka-Czarnicki, Łubanka-Czarnicki, Leliwa odmienny) – kaszubski herb szlachecki, według Przemysława Pragerta i Zbigniewa Leszczyca odmiana herbu Leliwa.

## Opis herbu
Herb występował przynajmniej w dwóch wariantach. Opisy z wykorzystaniem zasad blazonowania, zaproponowanych przez Alfreda Znamierowskiego:
Czarnicki (Czarnecki, Łabanka-Czarnicki, Łubanka-Czarnicki, Leliwa odmienny): W polu błękitnym półksiężyc z twarzą złoty, nad nim takaż gwiazda, a nad nią dwie lilie srebrne w pas. Klejnotu, hełmu, korony, labrów brak.
Czarnicki odmienny (Czarnecki, Leliwa odmienny): Gwiazdy są trzy, w pas, półksiężyc srebrny, nad tarczą korona szlachecka.

## Najwcześniejsze wzmianki
Wariant podstawowy wymieniany przez Ledebura (Adelslexikon der preussichen Monarchie von...), Żernickiego (Der polnische Adel) i Leszczyca (Herby szlachty polskiej). Odmiana znana z Nowego Siebmachera.

## Rodzina Czarnickich
Rodzinie tej przypisywano kilka wsi gniazdowych, dlatego należy przypuszczać, że może chodzić tu o kilka rodzin. Pewne jest pochodzenie tego nazwiska od wsi Czarnoszyce. We wsi tej wymieniani od 1570 (Katharina Petri Bogosch, Matthias Lebanski, Joachim Lebanski, Bastian Lebanski, Johannes Rątki). W 1648 roku jednym z dziedziców tej wsi jest Pan Rzątka, przekształcone później na Krzątka. Nazwiska Bogusz, Łabanka i Rzątka (Rątki) to zapewne nazwiska odrębnych rodów, które osiedliwszy się na częściach Czarnoszyc przyjmowali nazwisko Czarnicki. Np. Boguszowie wymieniani są także poza Czarnoszycami. Czarniccy-Łabankowie występują od XVII wieku. Wzmianki pojawiają się w latach 1616 (Andrzej, Tomasz), 1628 (Ertmann, Tomasz), 1682 (Maciej Łabąnka Czarnicki), 1648 (Pan Lubanka). W kolejnym wieku 1739 (Burchard, Jakob Samuel von Labanka-Czarnicki), 1787 (chorąży von Czarnecki). W 1806 Czarneccy vel Czarniccy mieli cząstkę w Pałubinku. W 1813 Johann Georg von Czarnecki był kapitanem w armii pruskiej. Żabowie-Czarniccy znani są od 1619 (Matyasz Żaba Czarnicki).

## Herbowni
Czarnicki (Czarnecki). Rodzinę notowano też z przydomkami Bogusz, Krzątka (Rzątka, Rątki), Kot, Łabanka (Labanka, Łubanka), Żaba.
Herb z księżycem, gwiazdami i liliami miał przynależeć Łabankom-Czarnickim. Niewykluczone, że pochodzi on od herbu Łebińskich z Łebna, w którym lilie są naturalne, wyrastające z księżyca.
Herby Czarnickich z innymi przydomkami lub bez przydomków nie są znane.